# Kinsley (Kansas)
Kinsley település az Amerikai Egyesült Államok Kansas államában, Edwards megyében, melynek megyeszékhelye is. Lakosainak száma 1456 fő (2020. április 1.).

## Népesség
A település népességének változása:

| 2010 | 1 457 |
| 2020 | 1 456 |